# Погребина
Погребина (другое название — Галя Михайлова) — гора в массиве  Гринявы (Украинские Карпаты). Расположена в пределах  Верховинского района  Ивано-Франковской области, восточнее села  Буркут.
Высота 1605,3 м (по другим данным — 1610 м). Гора расположена в северо-западной части хребта Пнивье. Вершина плоская, незалесненная, с пологими склонами (за исключением южного и западного склонов). Вокруг вершины — обширные полонины. На восток/юго-восток расположены горы Жирный Прислип (1581 м) и Баба Людова (1581,7 м).
Погребина (Галя Михайлова) является высочайшей вершиной хребта Пнивье и всего массива  Гринявских гор.